# Hyparrhenia rufa
Hyparrhenia rufa là một loài cỏ bản địa châu Phi, song đã du nhập đến nhiều nơi để làm thức ăn cho gia súc và có khi là loài xâm hại.

## Mô tả
Đây thường là cây lâu năm, song tùy theo giống và dạng có thể là cây thường niên. Nó hay mọc thành bụi, túa ra từ một thân rễ.
Hạt của cây được lan truyền nhờ lông thú, gió, hay những máy móc như máy san.

## Sinh thái
Trong khu vực bản địa, loài này thường mọc trong rừng thưa và đồng cỏ ngập nước theo mùa. Nó chịu hạn tốt và dễ sống sót trong nhiều điều kiện tự nhiên.
Nhiều loài kiến xén lá, gồm Atta capiguara và A. laevigata, được ghi nhận tỉa lá H. rufa.
Chúng thường mắc bệnh giun tròn Helicotylenchus pseudopaxilli, Pratylenchus brachyurus và Longidorus laevicapitatus. Nó cũng là vật chủ trung gian của loại khuẩn phytoplasma gây còi cọc ở cỏ Napier (Pennisetum purpureum).